# Lau Bagot
Lau Bagot is een bestuurslaag in het regentschap Dairi van de provincie Noord-Sumatra, Indonesië. Lau Bagot telt 2092 inwoners (volkstelling 2010).